# Makgadikgadimeer

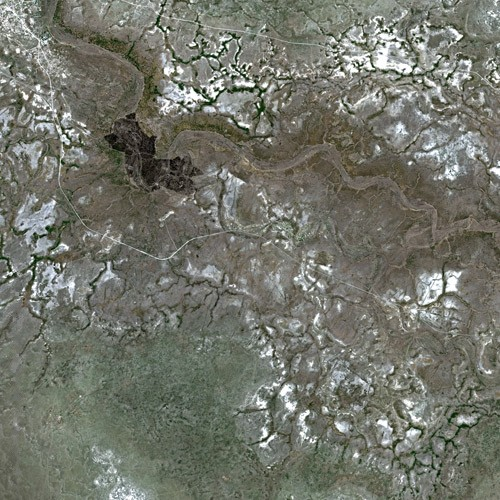
het Makgadikgadimeer vanuit de ruimte

Het Makgadikgadimeer bevond zich tot zo'n 10.000 jaar geleden in Botswana, in het gebied waar nu de Kalahariwoestijn ligt. Het meer kan volgens schattingen wel 80.000 km² groot zijn geweest, en 30 m. diep. Rivieren als de Okavango, Zambezi en Cuando eindigden in die tijd in het meer.
Circa 10.500 jaar geleden begon het Makgadikgadimeer op te drogen, waardoor nu alleen fragmenten over zijn gebleven. Deze hedendaagse restanten van het grote meer zijn onder meer de Okavangodelta, het Ngamimeer en de Makgadikgadizoutvlakte.

## Vondst van artefacten van vroege Homo sapiens, 105.000 jaar geleden
In 2021 werden er 22 witte kristallen van calciet en struisvogeleieren, die waarschijnlijk gebruikt werden als waterhouders, gevonden in de Ga-Mohana Hill North Rockshelter. Het is een zeldzame archeologische site in het binnenland, die iets vertelt over de herkomst van de vroege Homo sapiens. De vondsten zijn gedateerd op 105.000 jaar geleden. De omgeving was toen natter dan tegenwoordig.